# Imants Bleidelis
Imants Bleidelis (* 16. August 1975 in Riga) ist ein ehemaliger lettischer Fußballspieler. 

## Karriere
Der rechte Mittelfeldspieler begann seine fußballerische Laufbahn bei Skonto Riga. Er wechselte während der Saison 1999/2000 für £600,000 (Pfund) zum FC Southampton in die englische Premier League. Nach einem wenig überzeugenden Jahr mit nur zwei Einsätzen in der höchsten englischen Spielklasse, wechselte er zu Viborg FF. Von Anfang 2005 bis Saisonende 2005/06 spielte Bleidelis für den Grazer AK. 2006 ging Bledelis nach Lettland zurück. Er spielte in der Virslīga zunächst für den FK Jūrmala, ab 2007 für Liepājas Metalurgs, bevor er im Juli 2008 seine Karriere beendete. 

## Nationalmannschaft
Imants Bleidelis hat (bis 2007) 106 Einsätze in der lettischen Nationalmannschaft zu Buche stehen, in welchen er zehn Tore erzielen konnte. Sein Debüt gab Bleidelis 1995. Er spielte für Lettland bei der EM 2004 in Portugal.

## Statistik (Spiele/Tore)
1992/93 – Skonto Riga (11/1) 

1993/94 – Skonto Riga (11/0) 

1994/95 – Skonto Riga (24/1) 

1995/96 – Skonto Riga (20/3) 

1996/97 – Skonto Riga (20/8) 

1997/98 – Skonto Riga (24/8) 

1998/99 – Skonto Riga (19/4, Cup: 1/1) 

1999/00 – FC Southampton (0/0, Cup: 1/1) 

2000/01 – FC Southampton (1/0, Cup: 6/0) 

2001/02 – FC Southampton (1/0, Cup: 1/0) 

2002/03 – Viborg FF (14/2) 

2003/04 – Viborg FF (26/2) 

2004/05 – Viborg FF (15/2) 

Österreichische Bundesliga:

2004/05 – Grazer AK: (10/0) 

2005/06 – Grazer AK: (18/0) 